# 과들루프 크리올

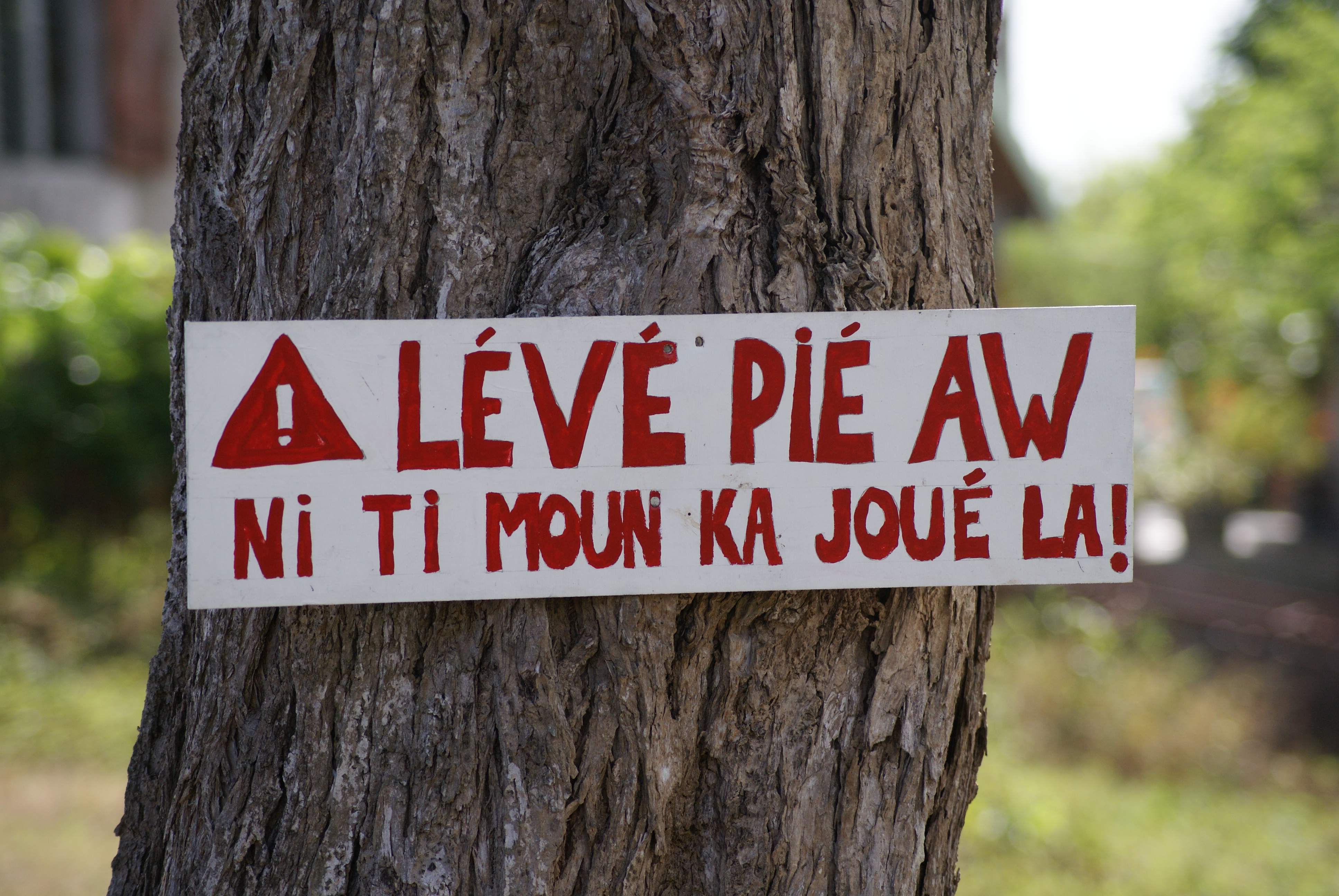
과달루프 크리올로 쓰인 표지판

과들루프 크리올은 남미 카리브해의 프랑스령 과들루프에서 쓰이는 프랑스어에 바탕을 둔 크리올이다. 18세기 프랑스어가 뼈대를 이루고 영어, 네덜란드어 등 다른 유럽 언어의 요소와 토착 카리브인 및 아프리카계의 영향이 약간 더해졌다.